# Kinixys belliana
La testuggine a cerniera posteriore di Bell (Kinixys belliana Gray, 1831) è una specie di tartaruga della famiglia dei Testudinidi.

## Descrizione

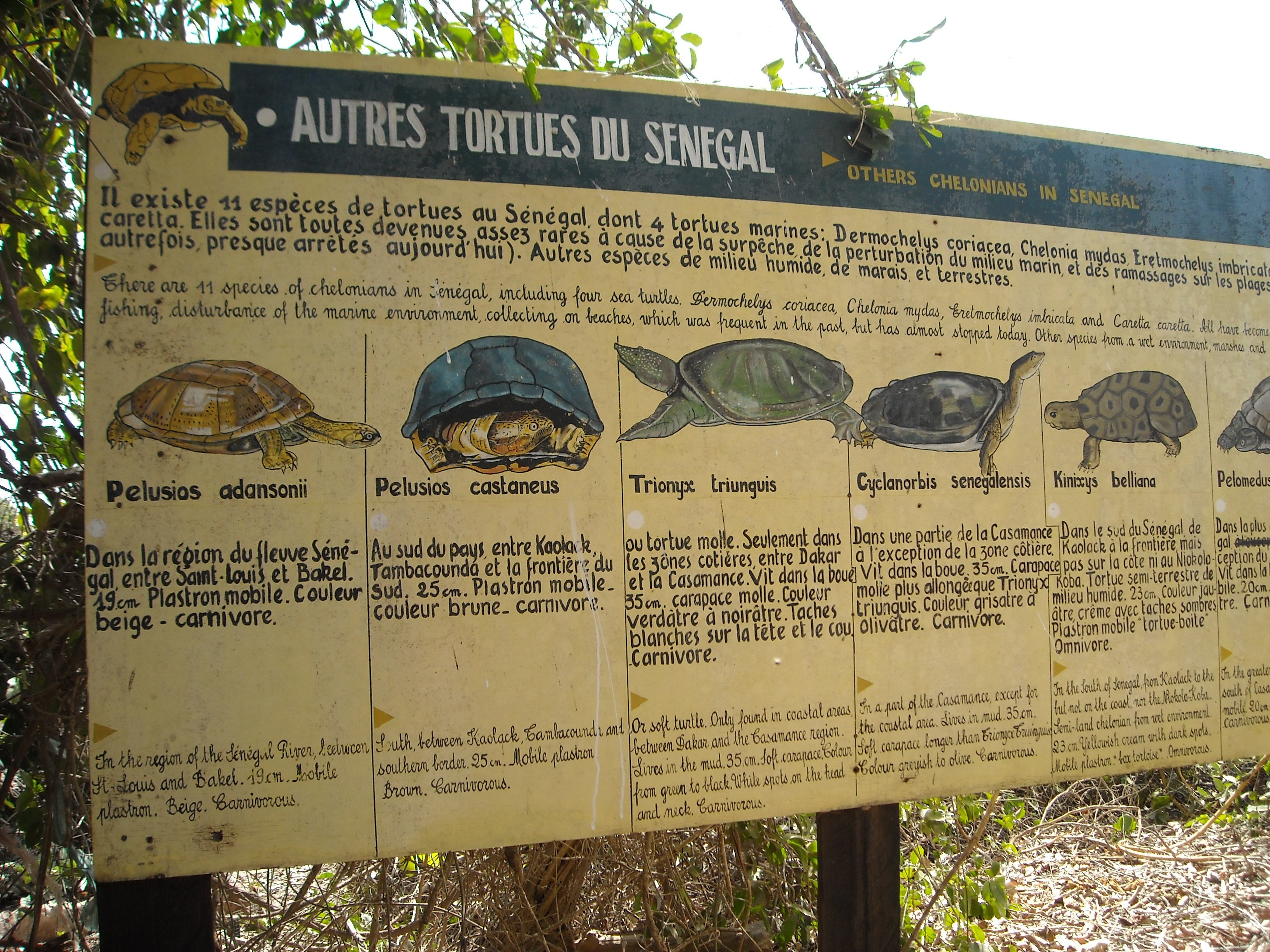
Kinixys belliana è rappresentata in quinta posizione su questo pannello.

È una testuggine di medie dimensioni (circa 220 mm di lunghezza) con carapace allungato di colore variabile, anche se di solito presenta scuti di colore giallo o bruno-rossastro con bordi marrone scuro o neri. Nella parte posteriore è presente la caratteristica cerniera cartilaginea che permette al carapace di abbassarsi e proteggere le zampe posteriori e la coda. Il piastrone è giallo con qualche striatura scura.

## Distribuzione e habitat
Questa specie è ampiamente diffusa in Africa orientale: in Angola, Burundi, Repubblica Centrafricana, Repubblica Democratica del Congo, Eritrea, Etiopia, Kenya, Ruanda, Somalia, Sudan del Sud e Uganda. Predilige gli ambienti di savana e steppa e regioni in cui si ha un'alternanza di stagioni secche e stagioni piovose.

## Biologia
Attiva durante la stagione umida, trascorre la stagione secca in estivazione in tane o immersa nel fango di pozze d'acqua essiccate. La dieta è varia e comprende foglie ed erba, così come frutti caduti, canna da zucchero, funghi, insetti, millepiedi, lumache e anche carogne. La riproduzione avviene durante i mesi più umidi; le deposizioni contano 1-5 uova che schiudono dopo 90-110 giorni, a volte anche dopo un anno.

## Conservazione
È una specie attivamente cacciata poiché la sua carne è apprezzata. In un vasto settore del suo areale non si hanno dati sulla situazione delle popolazioni e per questo sono necessari monitoraggi e studi ecologici, difficili da promuovere e realizzare in regioni sotto continua pressione bellica e con gravi problemi socio-economici.